# 四川省人民代表大会
四川省人民代表大会，简称四川省人大，是中华人民共和国四川省的地方国家权力机关。其常设机构为四川省人民代表大会常务委员会。